# Região Geográfica Imediata de Barbacena

A Região Geográfica Imediata de Barbacena (MG).

A Região Geográfica Imediata de Barbacena é uma das 70 regiões imediatas do Estado de Minas Gerais, uma das três regiões imediatas que compõem a Região Geográfica Intermediária de Barbacena e uma das 509 regiões imediatas do Brasil, criadas pelo IBGE em 2017.

## Municípios
É composta por 14 municípios:
- Alfredo Vasconcelos
- Alto Rio Doce
- Antônio Carlos
- Barbacena
- Barroso
- Cipotânea
- Desterro do Melo
- Dores de Campos
- Ibertioga
- Ressaquinha
- Santa Bárbara do Tugúrio
- Santa Rita de Ibitipoca
- Santana do Garambéu
- Senhora dos Remédios

## Estatísticas
Tem uma população estimada pelo IBGE para 1.º de julho de 2017 de 236 918 habitantes, área total de 3 929,628 km² e densidade demográfica de 60,3 habitantes/km².